# Panama ai Giochi della XXXIII Olimpiade
Panama ha ha partecipato ai Giochi della XXXIII Olimpiade, svoltisi a Parigi dal 26 luglio all'11 agosto 2024, con una delegazione di 8 atleti, 3 uomini e 5 donne, in 6 discipline. È stata la diciannovesima presenza della nazione alle Olimpiadi estive, dal suo debutto nel 1928.
I portabandiera alla cerimonia di apertura sono stati Franklin Archibold e Hillary Heron.

## Medaglie
| Medaglia | Nome          | Sport    | Evento           |
| -------- | ------------- | -------- | ---------------- |
| Argento  | Atheyna Bylon | Pugilato | -75 kg femminile |

## Delegazione
| Sport            | Uomini | Donne | Totale |
| ---------------- | ------ | ----- | ------ |
| Atletica leggera | 1      | 1     | 2      |
| Ciclismo         | 1      | 0     | 1      |
| Ginnastica       | 0      | 1     | 1      |
| Judo             | 0      | 1     | 1      |
| Nuoto            | 1      | 1     | 2      |
| Pugilato         | 0      | 1     | 1      |
| Totale           | 3      | 5     | 8      |